# Teepott Warnemünde

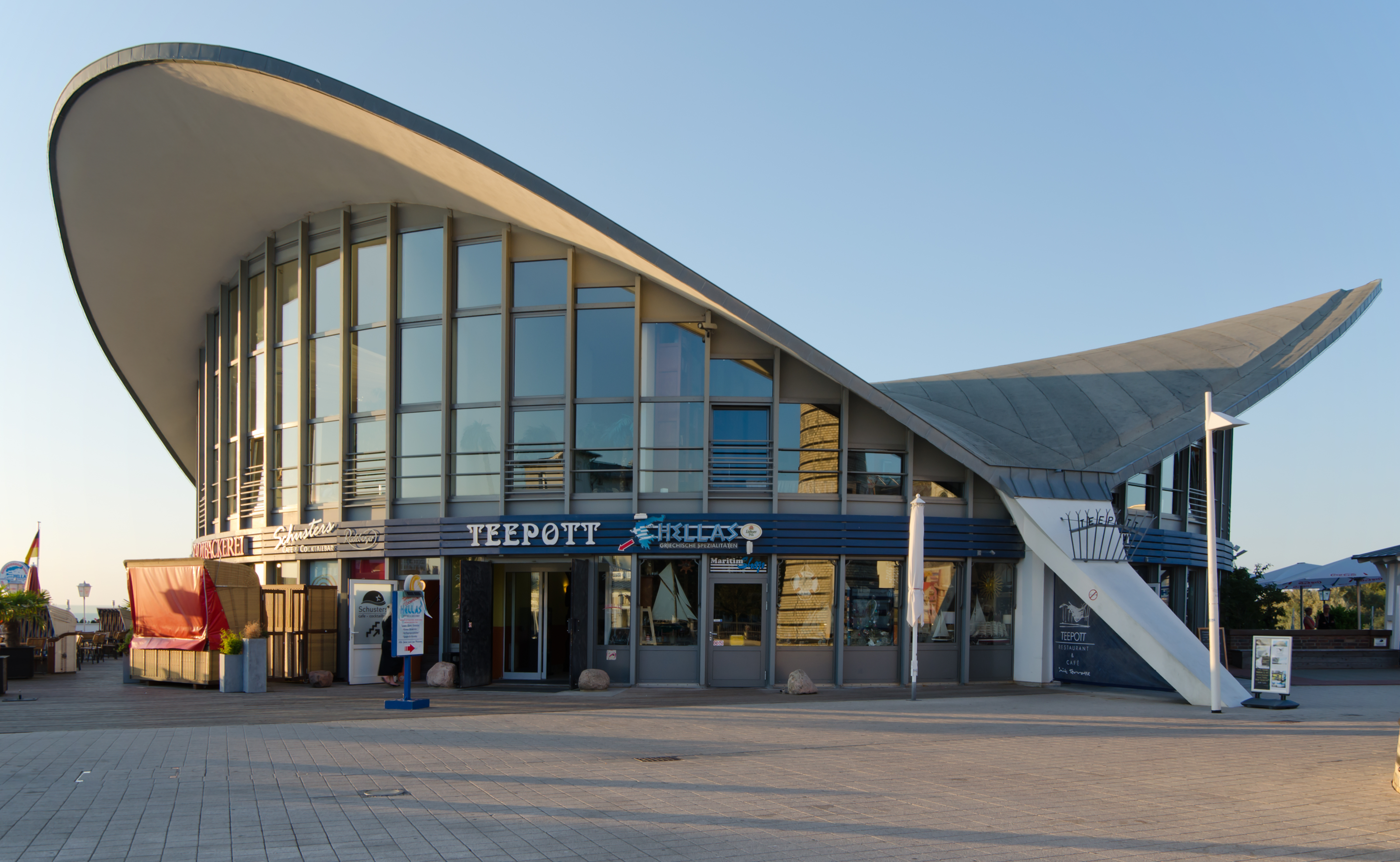
Teepott, 2012, mit zwei der drei hyperbolischen Paraboloidschalen als Dach.

Der Teepott ist eine Sehenswürdigkeit im Ortsteil Warnemünde von Rostock, dessen Dach von dem Bauingenieur Ulrich Müther und dessen Restaurant von dem Architekten Erich Kaufmann entworfen wurde. Der dreigeschossige Rundbau wurde 1968 errichtet und ist ein prominentes Beispiel für die Hyparschalenarchitektur. Er befindet sich nahe an der Hafeneinfahrt neben dem Leuchtturm an der Warnemünder Seepromenade. Seit 2015 ist er im Besitz der Friedemann Kunz Stiftung, der das Grundstück durch Erbbaurecht überlassen wurde.

## Konstruktion
Müthers Schalenbauten  bildeten nicht nur eine architektonische Alternative zur kostensparenden Plattenbauweise in der DDR, sie waren auch Prestigebauten und Exportschlager der DDR. Das 1968 mit Erich Kaufmann und Hans Fleischhauer fertiggestellte Seerestaurant Teepott in Warnemünde steht wegen seiner besonderen Dachkonstruktion seit 1984 unter Denkmalschutz.
Das Dach mit 30 m Durchmesser besteht aus drei hyperbolischen Paraboloidschalen und erreicht dadurch eine hohe Standsicherheit. Die Schalenkonstruktion mit einer Gesamtfläche von ca. 1200 m² ist in der Mitte 7 cm und am Rand 10 cm dick. Das Gewicht des Daches wird allein von den drei schräg ablaufenden Stahlbetonbändern gehalten. Die Scherkräfte des Windes und der horizontale Winddruck werden wegen der Dachform und des geringen Dachgewichts (pro Quadratmeter 15 kg Stahl und 0,08 m³ Beton) effizient abgefangen, wie eine 2002 von Müther durchgeführte Berechnung und eine weitere Überprüfung von der TU Dresden 2005 ergaben. Von dem dreigeschossigen Gebäude sind sowohl von der Promenade als auch vom Strand aus die beiden oberen Etagen zu sehen.

## Galerie

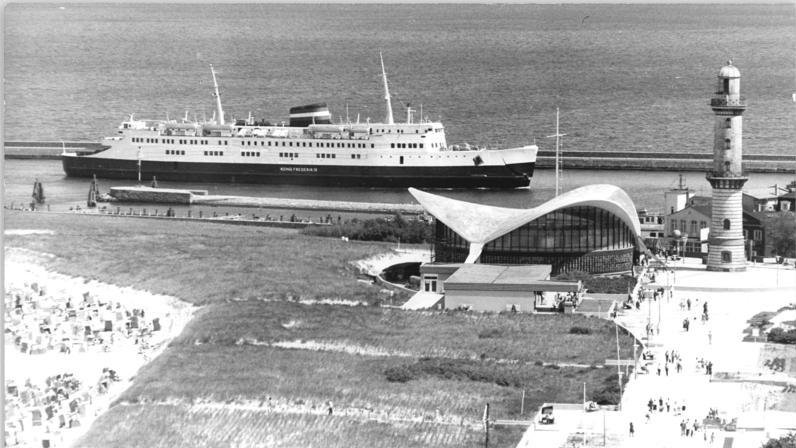
Teepott 1978 mit Fährschiff Kong Frederik IX. (Linie Gedser-Warnemünde)
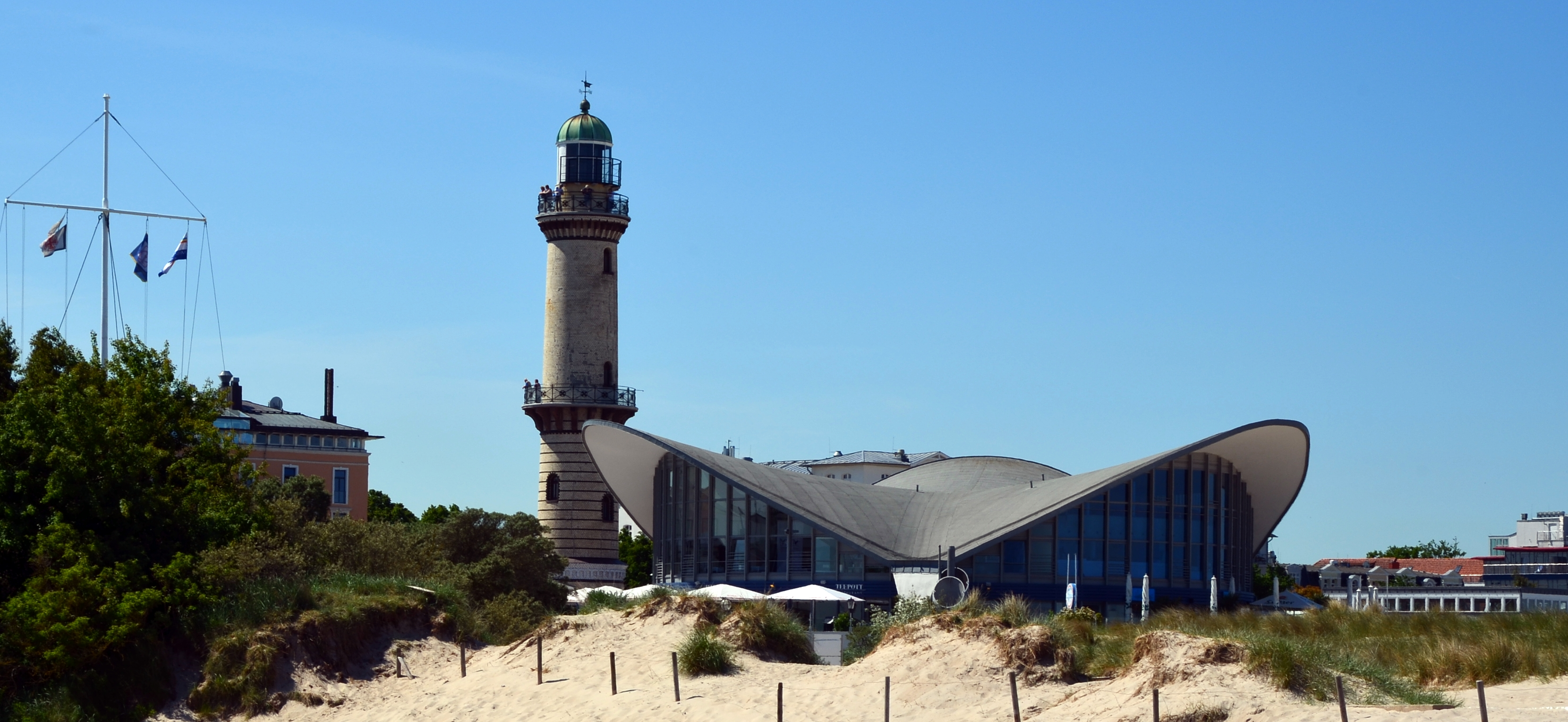
Teepott und Leuchtturm von der Seeseite
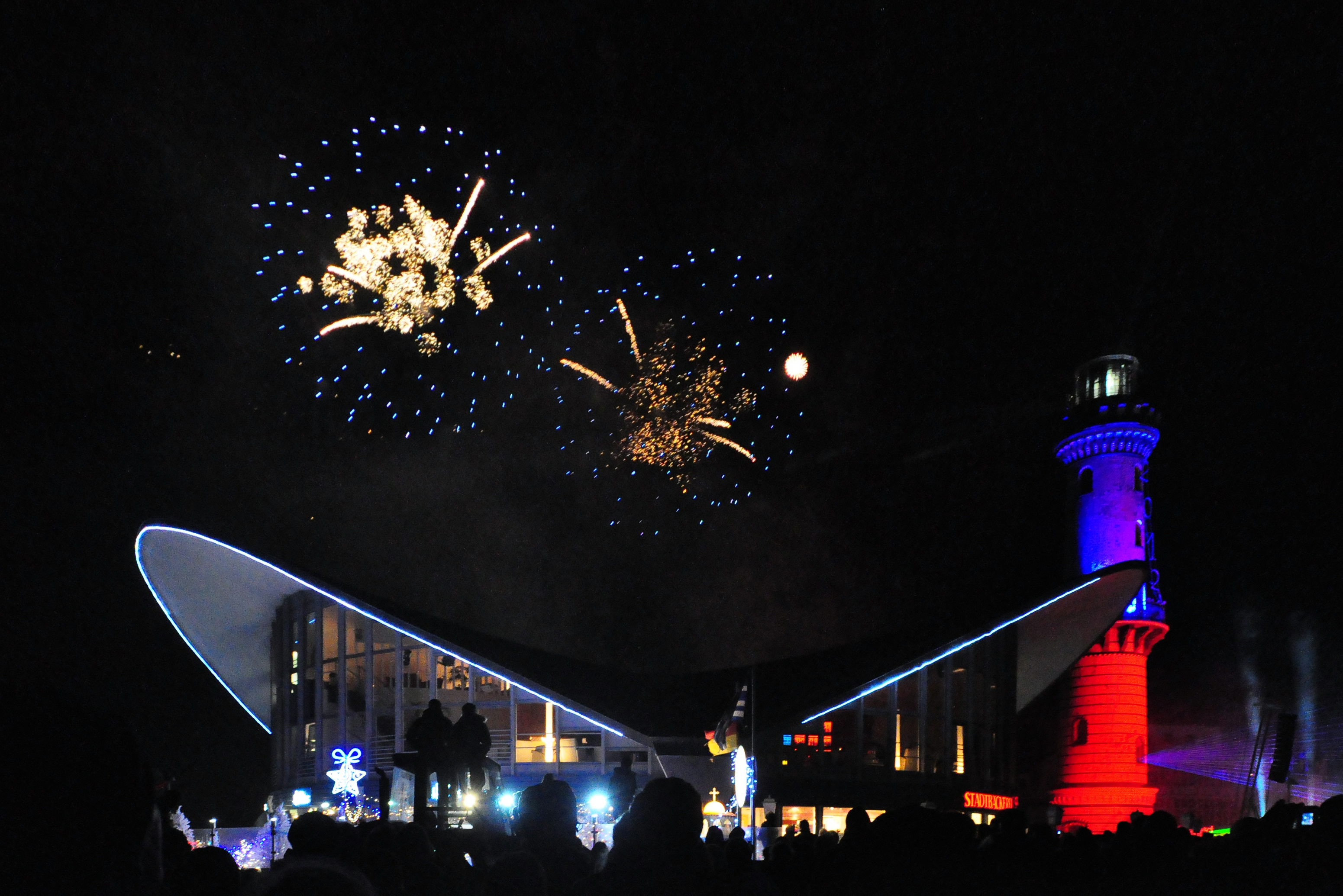
„Leuchtturm in Flammen 2012“ – Leuchtturm und Teepott

## Geschichte

### Teepavillon

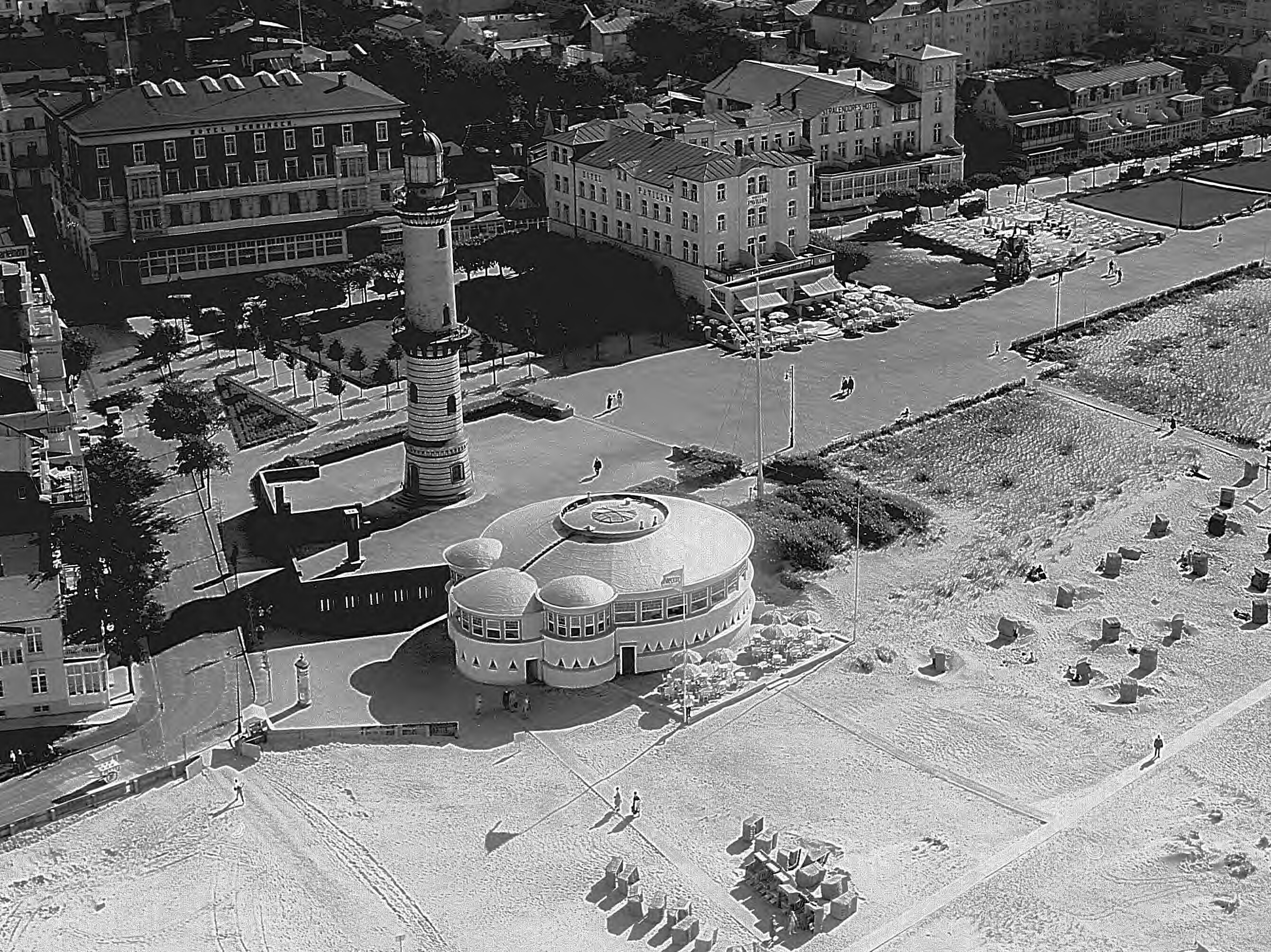
Leuchtturm und Teepavillon, 1931

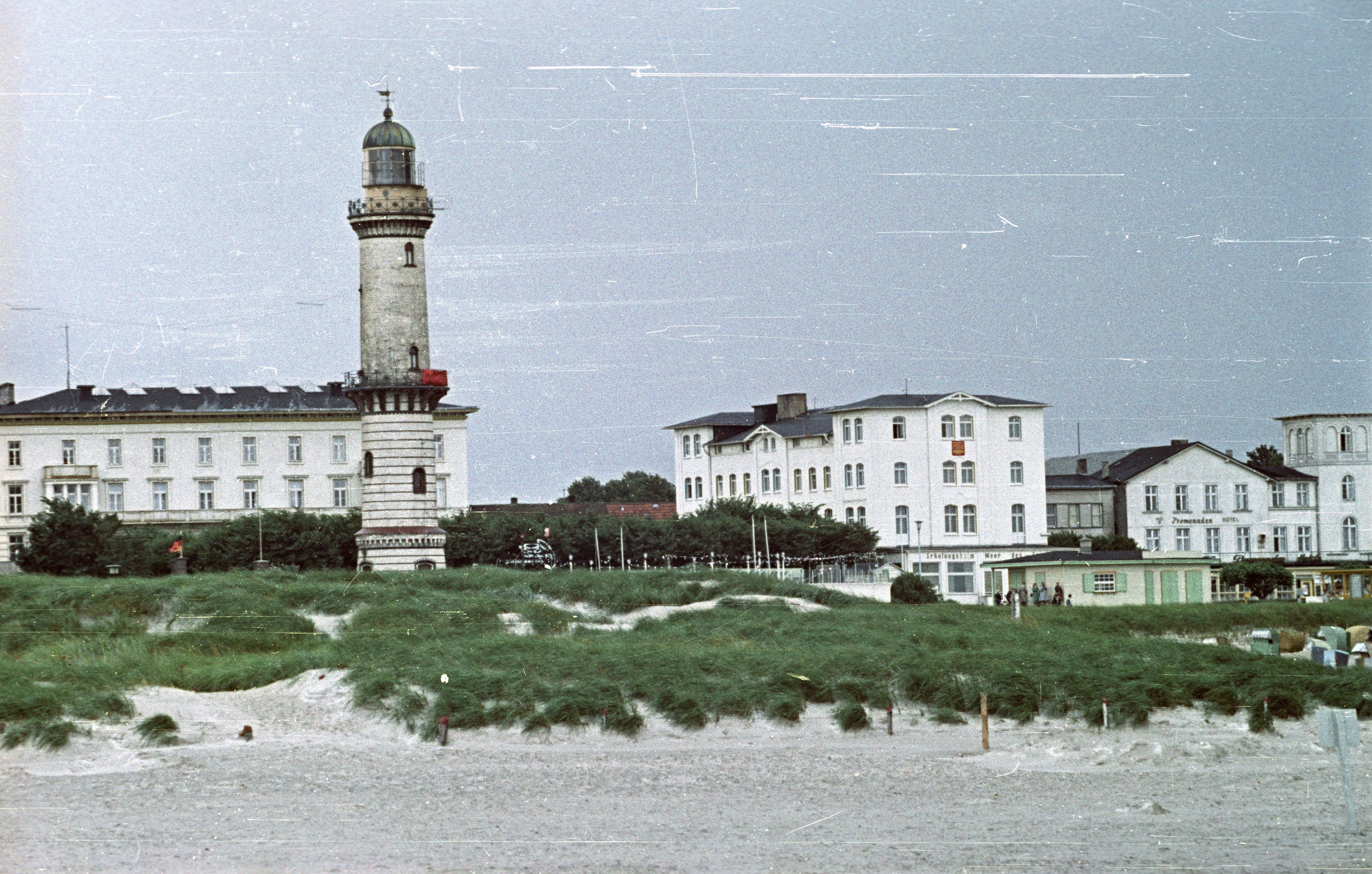
Der Leuchtturm mit dem Kiosk, 1962

1925/1926 wurde am Strand von Warnemünde die Gaststätte „Teepavillon“ errichtet. Das kreisrunde Gebäude im Stil des Neuen Bauens entstand nach einem Entwurf des Architekten Walter Butzek. Das Baugeschäft Heidtmann stellte bis zum 4. Juli 1925 den Rohbau fertig. Nach verschiedenen Planänderungen, unter anderem der Ergänzung durch eine Terrasse an der Seeseite, wurde am 20. Juni 1926 Eröffnung gefeiert. Der erste Besitzer des „Teepavillons“ war Adolf Fust. Dieser erhielt eine „Erlaubnis zum Betreiben der Schankwirtschaft“ unter der Bedingung, in bau-, feuer-, sitten-, sicherheits-, gesundheits- und gewerbepolizeilichen Aspekten den Forderungen der Rostocker Schankgewerbebehörde nachzukommen. Fust bemühte sich anfangs um die Einhaltung, hatte aber später des Öfteren mit der Polizei zu tun. Schließlich wurde der „Teepavillon“ Eigentum des Rostocker Rechtsanwalts und Notars Curt Helm; von ihm pachtete Fusts Ehefrau Margarete im Juli 1932 die Gaststätte für zehn Jahre und betrieb sie als Konditorei, Café und Tanzdiele. Seit Juni 1942 wurden Mitarbeiter der Ernst Heinkel Flugzeugwerke dort untergebracht. Das Inventar des Gebäudes wurde nach und nach auf verschiedene Institutionen aufgeteilt. Das Gebäude war nun nicht mehr für die Öffentlichkeit zugänglich. Am 2. Mai 1945, einen Tag nach Kriegsende in Warnemünde, ging der „Teepavillon“ durch Brandstiftung in Flammen auf und brannte bis auf die Grundmauern nieder. Nach dem Krieg entstand in den 1950er Jahren auf dem Fundament ein Kiosk. Überlegungen, das Areal anderweitig zu nutzen, wurden nicht umgesetzt.

### Neubau des Teepotts
Die Hansestadt Rostock bewilligte Mitte der 1960er Jahre die nötigen Mittel für die Wiedererrichtung eines Pavillons auf dem alten Fundament. Der Neubau sollte sich an den zeitgemäßen Stil der West-Berliner Kongresshalle anlehnen, die wiederum die 1952 fertiggestellte Dorton Arena zum Vorbild hatte. Dazu entwarf der Bauingenieur Ulrich Müther die Schalenkonstruktion, die Architekten Erich Kaufmann, Hans Fleischhauer und Carl-Heinz Pastor vom Wohnungsbaukombinat Rostock entwickelten die Gestaltung und den architektonischen Entwurf der Gaststätte.
Im Januar 1968 fand die Grundsteinlegung für den Neubau der gastronomischen Einrichtung statt. Der Anlass war die 750-Jahr-Feier von Rostock. Der Teepott wurde durch vielfältige Unterstützung von örtlichen Baubetrieben und der Werft in nur sieben Monaten errichtet. Am 6. Juni erfolgte die Übergabe zur Ostseewoche 1968. Während der nächsten Jahre wurde das Bauwerk zu einem der Wahrzeichen Warnemündes und fand wegen seiner besonderen Dachkonstruktion Aufnahme in die Denkmalliste der Stadt.
Im September 1985 wurde der Teepott wegen eines umfangreichen Umbaus geschlossen. Es wurden neue Thermoscheiben, Sitzecken und Teppiche eingebaut. Das Café mit 200 Plätzen erhielt eine neue Eisküche, ein neues Parkett, Stehlampen und Gestühl. Die Eröffnung fand am 28. Februar 1986 statt. Ursprünglich war die Nutzung als Café mit Unterhaltung geplant, aber durch den Mangel an Restaurants in Warnemünde wurde das Gebäude zum Restaurant umfunktioniert.
Nach der Wende wurde das Haus geschlossen. Das Gebäude ging in Privatbesitz über, blieb aber weiter geschlossen. Nach neun Jahren Leerstand und mehreren gescheiterten Privatisierungs- und Nutzungsversuchen fand ein erneuter Besitzerwechsel statt.

### Sanierung und Neueröffnung
Der nahezu 34 Jahre alte Bau wurde im August 2001 eingerüstet, entkernt und im Anschluss komplett saniert. Durch das Hinzufügen vieler Zwischenwände kommt die selbsttragende Dachkonstruktion nicht mehr zur Geltung. Müther akzeptierte jedoch diesen Kompromiss, da nur dadurch das Gebäude erhalten blieb. Die Wiedereröffnung fand am 19. Juli 2002 durch den damaligen Ministerpräsidenten Harald Ringstorff und Rostocks damaligen Oberbürgermeister Arno Pöker statt und fand in der Öffentlichkeit große Beachtung. Zu den neu eröffneten Geschäften gehören ein Café, eine Cocktailbar und ein Spezialitätenrestaurant sowie ein Maritim-Laden und ein bayerisches Restaurant. Bis 2009 war im Kellergeschoss eine Dauerausstellung des Seefahrers Reinhold Kasten zu sehen.

### Neuer Sanierungsbedarf 2018
Friedemann Kunz, der Eigentümer des Teepotts und Gesellschafter des Fertighaus-Herstellers ScanHaus Marlow, gab 2017 ein Baugutachten in Auftrag. Die Untersuchung ergab 2018, dass bei der Sanierung um die Jahrtausendwende wichtige Träger durchtrennt worden waren. Darüber hinaus rosteten Metallteile und sei das Dach an mehreren Stellen undicht sowie Stromleitungen nicht ausreichend gesichert. Eine Vollsanierung würde rund 20 Millionen Euro kosten. Kunz erklärte sich zur Sanierung bereit, doch machte er dafür zur Bedingung, das ihm auch der bisher nur gepachtete Grund und Boden überlassen werden würde. 1996 hatte die Rostocker Bürgerschaft einen Grundsatzbeschluss gefasst, dass keine städtischen Flächen im ufernahen Bereich verkauft werden dürfen. Dessen ungeachtet ist auch der Bau einer Tiefgarage unter den Dünen in Warnemünde im Gespräch. Wegen der Anziehung eines neuen Verkehrsaufkommens lehnt der Warnemünder Ortsbeirat nach wie vor ein Dünenparkhaus ab.
Nach einer Überprüfung der Bausubstanz stellte die Denkmalschutzbehörde der Stadt 2018 fest, „dass die bauliche Grundstruktur keine Schäden aufweist und damit die konstruktive Sicherheit für das Gebäude gegeben ist.“ Es handele sich hauptsächlich um einen „normale[n] Verschleiß“, gleichwohl wolle man die Entwicklung weiter im Auge behalten. Ein Grundstücksverkauf komme auch deshalb nicht in Frage.

### Ehrung
Am 18. Oktober 2018 haben die Bundesingenieurkammer und die Ingenieurkammer Mecklenburg-Vorpommern das Gebäude als „Historisches Wahrzeichen der Ingenieurbaukunst in Deutschland“ ausgezeichnet. Seit 2007 ehrt die Bundesingenieurkammer historisch bedeutende Ingenieurbauwerke, bisher wurden damit 22 deutsche Bauwerke gewürdigt.

## Namensherkunft
Für den Namen Teepott gibt es mehrere Gründe. Der bekannteste ist, dass der Name dem Volksmund entspringt. Bereits 1928 stand an der gleichen Stelle der Teepavillon. Dieser bekam den Namen Teepott wegen seiner Topfform. Auch ist der Name Teepott für die mecklenburgische Zunge etwas leichter auszusprechen. Für den Neubau im Jahr 1968 wurde der im Volksmund gebräuchliche Name einfach übernommen.

## Film
- Schwung statt Platte – Die Hyparschale in Magdeburg. Dokumentarfilm, Deutschland, 2019, 45:12 Min., Buch und Regie: André Strobel, Produktion: MDR, Reihe: Der Osten – Entdecke wo Du lebst, Erstsendung: 7. Mai 2019 bei MDR Fernsehen, Inhaltsangabe von MDR, (Memento vom 1. Mai 2019 im Internet Archive). Neben der Hyparschale und anderen Schalenbauten Müthers wird auch der Teepott vorgestellt, von 17:36 Min. bis 22:24 Min.

## Nachweise
1. 1 2 3  Tanja Seeböck: [Datenblatt 12] Gaststätte »Teepott« Rostock-Warnemünde. In: dies.: Schwünge in Beton. Die Schalenbauten von Ulrich Müther. Thomas Helms Verlag, Schwerin 2016, ISBN 978-3-944033-02-0, S. 323.
2. ↑  11. Januar 2023: Sorge um Teepott: Ortsbeirat Warnemünde will Klarheit. In: NDR-Online  (NDR 1/Radio MV), abgerufen am 11. Januar 2023.
3. ↑  Ulrich Müther: Kühne Solitäre. Betonschalenbauten in Spritzbeton. In: DiB-Special / Deutsches IngenieurBlatt, 2005, S. 5; zitiert in: Seeböck, 2016, S. 259 f.
4. ↑  Andreas Denk: Der „Teepott“ von Erich Kaufmann und Ulrich Muether in Rostock-Warnemuende (1968). In: Deutsche Architektur, 18, H. 3, 1969, S. 157f.; Tl. 44. Wiederabdruck in der architekt, Heft 10, 1999, S. 14, ISSN 0003-875X.
5. ↑  Uta von Debschitz: Architektur: Ulrich Müthers Ostseeperlen. In: Spiegel online, 17. September 2003; Übernahme von Ostseeperlen. (Memento vom 31. Oktober 2007 im Internet Archive) In: mare, Nr. 39, Aug./Sept. 2003, mit Fotos.
6. ↑  Ulrich Müther in: Für den Schwung sind Sie zuständig. Dokumentarfilm, 2006.
7. ↑  Achim Treder: Kasten-Sammlung auf dem Weg zur Auktion. (Memento vom 12. Februar 2013 im Webarchiv archive.today). In: Ostsee-Zeitung, 5. März 2010.
8. 1 2  Andreas Ebel: Teepott: Müssen Mieter raus? In: Ostsee-Zeitung, 17. Januar 2018.
9. ↑  André Wornowski: Teepott: Verkauft Rostock sein wertvollstes Grundstück? (Memento vom 19. Januar 2018 im Internet Archive). In: Ostsee-Zeitung, 17. Januar 2018.
10. ↑  Maria Pistor: Parken in Warnemünde: Beirat gegen die Dünen-Tiefgarage.  In: Norddeutsche Neueste Nachrichten, 15. August 2017.
11. ↑  Warnemünder Wahrzeichen muss saniert werden. (Memento vom 18. Januar 2018 im Internet Archive). In: NDR, 17. Januar 2018.
12. ↑  André Wornowski: Stadt: Teepott ist nicht in Gefahr. In: Ostsee-Zeitung, 24. August 2018.
13. ↑  Johanna Hegermann und Axel Büssem: Teepott wird historisches Wahrzeichen.  In: Ostsee-Zeitung, 18. Oktober 2018.
14. ↑  Warnemünder „Teepott“ als Wahrzeichen geehrt. In: ndr.de, 18. Oktober 2018.

Koordinaten: 54° 10′ 54,1″ N, 12° 5′ 8,3″ O